# Happy Together (album des Leningrad Cowboys)
Pour les articles homonymes, voir Happy Together.
Happy Together est un album du groupe de rock finlandais Leningrad Cowboys. Cet album a été enregistré avec les chœurs de l'Armée rouge. Il reprend de nombreux succès comme Happy Together, Yellow Submarine ou Stairway to Heaven.

## Titres
1. It's Only Rock'N'Roll
2. Let's Work Together
3. Gimme All Your Lovin'
4. Happy Together
5. Knockin' On Heaven's Doors
6. Dancing In The Street
7. Just a Gigolo
8. California Girls
9. Yellow Submarine
10. Sweet Home Alabama
11. Delilah
12. Stairway To Heaven